# تانيا كلارك
تانيا كلارك (بالإنجليزية: Tanya Clarke)‏ هي ممثلة أمريكية، ولدت في 2 فبراير 1972 في شيكاغو في الولايات المتحدة.

## أعمال

### أفلام
- أستطيع فقط التخيل[4]

## وصلات خارجية
- تانيا كلارك على موقع IMDb (الإنجليزية)
- تانيا كلارك على موقع قاعدة بيانات برودواي على الإنترنت (الإنجليزية)
- تانيا كلارك على موقع قاعدة بيانات الفيلم (الإنجليزية)